# 高ナトリウム血症
高ナトリウム血症（こうナトリウムけっしょう、英: Hypernatremia）何らかの原因により水の調節機能が正常に働かず血中のナトリウムの濃度が上昇してしまう電解質代謝異常症のひとつである。臨床的には血液中のナトリウム濃度が145mEq/lを超えることである。

## 解説
水分の不足による体内総ナトリウムの上昇は細胞外液の増加をおこし、自由水（浸透圧物質を除いた水）が減少することで、血清浸透圧上昇を介し口渇中枢が刺激され多飲多尿となる。しかし、十分な水分補給が行われなわないことで高ナトリウム血症を発症する。ナトリウムの摂取経路は経口および輸液であり、排出はレニン・アンジオテンシン・アルドステロン系による調節と心房性ナトリウム利尿ペプチド(ANP)によって決定されている。
従って、ナトリウム摂取量が正常であるならば腎臓の尿濃縮機能に異常を生じ水分のみが過剰に排出され、かつ視床下部の異常により口渇を感じず、飲水量が不足していることを意味する。水分の摂取不足による異常は高齢者の熱中症に生じやすい。また、体内総ナトリウムの上昇はそれを上回る水過剰を起し低ナトリウム血症を起すことも多い。特に浮腫性疾患は低ナトリウム血症を起すことが良く知られている。

## 臨床像
具体的には血液中のナトリウム濃度が145mEq/lを超えることである。血清ナトリウムの基準値は135〜145mEq/lであり、尿中Na量は4〜8g/日である。

## 症状
口渇、血圧上昇と浮腫。進行すると、錯乱、神経筋の興奮、痙攣、昏睡に至り、クモ膜下の出血を伴う脳血管障害、静脈血栓症などで死亡する。

## 原因
腎臓の調節機能の異常（腎性の原因）
1. 利尿薬（ループ利尿薬）、浸透圧利尿（グリセロール、マンニトール、糖尿病による高血糖、尿素）
2. 腎疾患（原発性アルドステロン症）

水分の逸失/水欠乏（腎外性の原因）
1. 過剰な発汗（発熱による発汗、熱中症）、下痢、水分摂取困難
2. 尿崩症、視床下部の障害（クッシング症候群）、脳血管障害

体液過剰（まれな現象）
1. 心肺蘇生術中または乳酸アシドーシス治療中の高張性NaHCO3の過剰投与
2. 高張生理食塩水の投与、高カロリー輸液

## 治療
意識のある患者には、経口水分補給を行う。重度の高ナトリウム血症患者、経口水分補給が行えない場合は静注による水分補給を行う。循環血液量の減少した高ナトリウム血症患者では輸液。なお、高ナトリウム血症の持続が24時間未満の場合は24時間以内に血中ナトリウム濃度を修正すべきとされている。しかし、慢性的または持続時間不明の高ナトリウム血症の場合は、48時間以上かけて血漿浸透圧を2mOsm/L/時以下の速度で低下させる等の脳浮腫を回避する手段を講じる。
不足を補うために必要な水分量は次の式で表す。
- 自由水不足量 = TBW ×［（血漿ナトリウム濃度 / 140）−1 ］